# Megan Shackleton
Pour les articles homonymes, voir Shackleton.
Megan Shackleton, née le 21 mars 1999 à Halifax (Angleterre), est une pongiste handisport britannique concourant en classe 4. Après le bronze aux Mondiaux en 2017, elle obtient le même métal aux Jeux en 2021.

## Biographie
À l'âge de neuf ans, elle se brise la colonne vertébrale dans un accident mécanique.  Elle fait des études de littérature à l'université de Sheffield.

## Carrière
Pour ses premiers Jeux en 2021, Shackleton est éliminée lors du premier tour en individuel mais avec sa compatriote Sue Bailey, elle obtient le bronze par équipes classe 4-5. Le duo avait déjà remporté le bronze aux Championnats du monde 2017.

## Palmarès

### Jeux paralympiques
- médaille de bronze par équipes classe4-5 aux Jeux paralympiques d'été de 2020 à Tokyo

### Championnats du monde
- médaille de bronze par équipes classe4-5 aux Championnats du monde 2017 à Bratislava